# Powrót do raju (album)
Powrót do raju – trzeci album studyjny polskiego zespołu Piersi. Wydawnictwo ukazało się w 1995 roku nakładem wytwórni muzycznej Silverton. Na albumie znalazły się takie przeboje jak: „Maryna”, czy „Zośka” oraz cover utworu zespołu Black Sabbath „Iron Man” („Jestem ajron men (remix)”) – utwór ten znalazł się na pierwszej płycie Piersi, ale tym razem w wydaniu elektronicznym.

## Lista utworów
Opracowano na podstawie materiału źródłowego.
1. „Powróćże komuno” (muz. i sł. Paweł Kukiz)  – 3:18
2. „W tym kraju wszystko może się zdarzyć” (muz. Piersi, sł. Paweł Kukiz)  – 2:18
3. „Bolszewicy na mszy, czyli pieśń o cudownym nawróceniu” (muz. i sł. Paweł Kukiz)  – 2:09
4. „Do Warszawy jadą pany” (muz. Piersi, sł. Paweł Kukiz)  – 1:49
5. „Nudzi mi się” (muz. i sł. Paweł Kukiz)  – 4:03
6. „Różnie bywa” (muz. Piersi, sł. Paweł Kukiz)  – 1:42
7. „Będziemy piwo pić” (muz. i sł. Paweł Kukiz)  – 3:11
8. „Zgubne skutki picia wódki” (muz. i sł. Paweł Kukiz)  – 3:51
9. „Maryna” (muz. Piersi, sł. Paweł Kukiz)  – 4:00
10. „Dnia 15-go sierpnia” (muz. Piersi, sł. Paweł Kukiz)  – 1:59
11. „O, miły doktorze!!!” (muz. i sł. Paweł Kukiz)  – 1:43
12. „Witaj, dziecię miłe...” (muz. Piersi, sł. Paweł Kukiz)  – 2:05
13. „Jestem ajron men (remix)” (muz. i sł. Rafał Jezierski)  – 2:27
14. „Kurze móżdżki” (muz. Piersi, sł. Paweł Kukiz)  – 2:36
15. „Zośka” (muz. i sł. Paweł Kukiz)  – 3:36

## Twórcy
Opracowano na podstawie materiału źródłowego.
| Zespół Piersi w składzie - Paweł Kukiz – wokal, produkcja muzyczna (1, 15) - Marek Kryjom - harmonijka ustna, wokal - Wojciech Cieślak - gitara - Leszek Jakubowski - gitara, wokal wspierający - Zbigniew Moździerski - gitara basowa, wokal wspierający - Krzysztof Wiercigroch - perkusja | Inni - Grzegorz Piwkowski – mastering - Piersi - produkcja muzyczna (2-12, 14) - Igor Czerniawski - inżynieria dźwięku, produkcja muzyczna (1, 15) - Renata Gabryjelska – pisk (2) - Rafał Jezierski - gościnnie gitara (13), produkcja muzyczna (13) - Jarek Prószkowski - inżynieria dźwięku - Paweł Wroniszewski - okładka - Piotr Oleś - zdjęcia |